# Stig Berge
Stig Berge (* 28. März 1942 in Meldal) ist ein ehemaliger norwegischer Orientierungsläufer.
1965 wurde Berge hinter seinem Landsmann Peer Staff Zweiter bei den Nordischen Meisterschaften in Hokksund. Den Staffellauf gewann er zusammen in einer Mannschaft mit Ola Skarholt, Åge Hadler und Staff. Im Jahr darauf fanden die ersten Weltmeisterschaften im finnischen Fiskari statt. Hier holte das norwegische Team Dagfinn Olsen, Skarholt, Hadler, Berge die Bronzemedaille. Auch 1968 erreichte die norwegische Staffel Platz drei. Bei den Weltmeisterschaften 1970 in Eisenach gelang dem nun 28-jährigen Berge der größte Erfolg seiner Karriere. Im Einzelwettbewerb über 14,5 Kilometer gewann er mit einem Vorsprung von 1:21 Minuten die Goldmedaille vor dem Schweizer Karl John. Auch in der Staffel gewann Berge zusammen mit Ola Skarholt, Per Fosser und Åge Hadler Gold. 1972 wurde er hinter Åge Hadler Vizeweltmeister. Hadler verwies ihn dabei um fast fünf Minuten auf den zweiten Rang. Die norwegische Staffel wurde disqualifiziert.
Berge gewann zwischen 1964 und 1971 vier norwegische Meisterschaften. Er startete für die Mannschaften Løkken IF aus seiner Heimatgemeinde Meldal und NTHI. Norwegischer Staffelmeister wurde er 1963, 1965 und 1973. 1970 wurde er zum Sportler des Jahres in Norwegen gewählt.

## Platzierungen
| | Weltmeisterschaften | Weltmeisterschaften |  | Europameisterschaften | Europameisterschaften |  | Nord. Meisterschaften | Nord. Meisterschaften |  | Norwegische Meisterschaften | Norwegische Meisterschaften | Norwegische Meisterschaften |
| Jahr | E                   | St                  |  | E                     | St                    |  | E                     | St                    |  | E                           | N                           | St                          |
| --- | ------------------- | ------------------- |  | --------------------- | --------------------- |  | --------------------- | --------------------- |  | --------------------------- | --------------------------- | --------------------------- |
| 1963 |                     |                     |  |                       |                       |  | 20.                   | 3.                    |  |                             |                             |                             |
| 1964 |                     |                     |  | 5.                    | 2.                    |  |                       |                       |  |                             |                             |                             |
| 1965 |                     |                     |  |                       |                       |  | 2.                    | 1.                    |  |                             |                             |                             |
| 1966 | 8.                  | 3.                  |  |                       |                       |  |                       |                       |  |                             |                             |                             |
| 1967 |                     |                     |  |                       |                       |  | 37.                   | 4.                    |  |                             |                             |                             |
| 1968 | 8.                  | 3.                  |  |                       |                       |  |                       |                       |  |                             |                             |                             |
| 1969 |                     |                     |  |                       |                       |  | 18.                   |                       |  |                             |                             |                             |
| 1970 | 1.                  | 1.                  |  |                       |                       |  |                       |                       |  |                             |                             |                             |
| 1971 |                     |                     |  |                       |                       |  | 19.                   | 4.                    |  |                             |                             |                             |
| 1972 | 2.                  |                     |  |                       |                       |  |                       |                       |  |                             |                             |                             |
| 1973 |                     |                     |  |                       |                       |  | 6.                    | 2.                    |  |                             |                             |                             |
| 1974 | 15.                 |                     |  |                       |                       |  |                       |                       |  |                             |                             |                             |
| Erklärung: OWC = Gesamt-Weltcup / Sp = Sprint , KD = Kurzdistanz, MD = Mitteldistanz, LD = Langdistanz, Kl = Klassische Distanz, E = Einzelwettbewerb , St = Staffel, N = Nacht-OL |                     |                     |  |                       |                       |  |                       |                       |  |                             |                             |                             |